# Morley Troman
Morley Troman (26 février 1918 à  Wednesbury - 14 mai 2000 à Lannion), est un sculpteur et producteur franco-anglais. 

## Biographie
D'origine britannique, il s'installe à Ploumilliau dans les années 1960 et se fait connaître à la fois pour ses sculptures et pour les émissions radiophoniques et télévisuelles qu'il produit entre 1964 et 1977. Il fait aussi partie des fondateurs de l'association « Sculpteurs Bretagne ». Durant la Seconde Guerre Mondiale, dans de circonstances dramatiques il rencontre son épouse, Shulamith Przepiorka, artiste peintre qui partagera sa vie privée et artistique.

## Œuvres
Trois œuvres en granit ornent les bourgs de la région:
- Statue de saint Michel à Saint-Michel-en-Grève.
- Statue de Marc'harit Fulup sur la place de Pluzunet.
- Fontaine de la Princesse Tronkolaine sur la place de Ploumilliau.